# СССР на стройке
«СССР на стройке» (альтернативные названия: «USSR in Construction», «USSR im Bau», «URSS en construction», «URSS en Construcción») — советский ежемесячный иллюстрированный журнал новостей и пропаганды, выходивший с 1930 по 1941 годы и в 1949 году. Всего за этот период было выпущено 133 номера большого формата (около 42×30 см каждый).
Первый номер журнала вышел под редакцией Максима Горького. Журнал был ориентирован прежде всего на иностранную аудиторию и выходил на пяти языках. В 1949 году издание журнала было возобновлено, с 1950 года журнал стал выходить под названием «Советский Союз».
В жанре иллюстрированных новостных журналов стал предшественником американского журнала «Life», который начал выходить в 1936 году, японского журнала «FRONT» и других.
В 1934 году из «СССР на стройке» выделился в самостоятельное издание журнал «На стройке МТС и совхозов».

## Редакция
Официальными главными редакторами в 1930-е годы были Георгий Пятаков, Валерий Межлаук, Александр Косарев. Де-факто главным редактором журнала была Евгения Хаютина, жена Николая Ежова.
В первый состав редколлегии вошли Михаил Кольцов, Фёдор Конар, Артемий Халатов, Семён Урицкий. Отдельные номера выходили под редакцией Александра Родченко, Эля Лисицкого и других сотрудников редакции. Главным художником был Николай Степанович Трошин (1897—1990).

## Аудитория
Журнал пропагандировал строительство нового общества в СССР и, по мнению Михаила Боде, создавал у иностранных читателей идеализированную картину жизни в Советском Союзе. Среди подписчиков журнала были Бернард Шоу, Герберт Уэллс, Джон Голсуорси, Ромен Роллан и другие представители левой западной интеллигенции.
По свидетельству Эдмунда Уилсона, даже такие убежденные антикоммунисты, как Сидней Хук, поддавались «гипнозу фотографий тракторов и гидроэлектростанций».

## Оформление
Художественное оформление журнала было выполнено в стиле конструктивизма. Отличительными чертами оформления были широкое применение фотомонтажа, страницы-вставки, использование всего диапазона фотографической шкалы контрастности. Печатался журнал на ротогравюрном печатном станке.
Отдельные издания оформлялись с ещё большим изыском. Так, номер, посвящённый XVII-му съезду ВКП(б), был завернут в кусок ткани стратостата «СССР-1», который установил новый мировой рекорд высоты полета в 19 километров. В 1934 году к выпуску журнала была приложена грампластинка. Выпуск журнала, посвящённый самолету АНТ-20 «Максим Горький», имел обложку из алюминиевой фольги. В 1936 году вышел номер, посвящённый Грузии, в оформлении которого использовалось сусальное золото.
Над иллюстрациями в журнале работали фотографы и художники Эль Лисицкий, Александр Родченко и его жена Варвара Степанова, Роман Кармен, Георгий Петрусов, Борис Игнатович, Аркадий Шайхет, Евгений Халдей, Марк Марков-Гринберг, Макс Альперт, Дмитрий Дебабов, Джон Хартфилд и многие другие. Тексты писали Максим Горький, Исаак Бабель, Михаил Кольцов, Валентин Катаев, Яков Бельский, Эдуард Тиссе, Сергей Третьяков.